# PFC CSKA Sofia
CSKA (tiếng Bulgaria: ЦСКА) là một câu lạc bộ bóng đá hiệp hội chuyên nghiệp Bulgaria có trụ sở tại Sofia và hiện đang thi đấu trong giải bóng đá hàng đầu của đất nước này, First League. CSKA là tên viết tắt của Câu lạc bộ thể thao trung tâm của quân đội (tiếng Bulgaria: Централен Спортен Клуб на Армията).
Chính thức thành lập vào ngày 5 tháng 5 năm 1948, nguồn gốc của CSKA bắt nguồn từ câu lạc bộ sĩ quan quân đội được thành lập vào năm 1923. Câu lạc bộ đã giành được kỷ lục 31 danh hiệu Bulgaria và 21 Cup Bulgaria.  Trên bình diện quốc tế, CSKA là câu lạc bộ Bulgaria duy nhất lọt vào bán kết cúp châu Âu, họ đã làm được điều này hai lần và họ cũng đã lọt vào bán kết Cúp UEFA Cup một lần.
Màu áo sân nhà của CSKA là đỏ và trắng và sân nhà của câu lạc bộ là Sân vận động Quân đội Bulgaria. Đối thủ lớn nhất của câu lạc bộ là Levski Sofia và các trận đấu giữa hai bên được gọi là"trận derby vĩnh cửu của Bulgaria".